# Norðurlandsvegur
Der Norðurlandsvegur war die offizielle Bezeichnung für den Teil der Ringstraße, der durch den Nordwesten und den Nordosten von Island verläuft.
Die anderen Teile waren der Austurlandsvegur, der Suðurlandsvegur und der Vesturlandsvegur.
Diese Bezeichnungen galten zwischen 1972 und 1995.
Sie werden noch verwendet.
Jetzt tragen alle Teile den einheitlichen Namen Hringvegur oder Þjóðvegur .
Der Norðurlandsvegur beginnt bei Brú im Hrútafjörður.
Das war ursprünglich die Abzweigung des Innstrandavegurs  von der Ringstraße, die zum Hrútatunguvegur  wurde.
Die Brücke über die Hrútafjarðará wurde näher an der Mündung neu gebaut.
Die Straße verläuft am Ostufer der Hrútafjörðurs und dann in östliche Richtung unterhalb der Halbinseln Heggstaðanes und Vatnsnes an deren Westküste die Stadt Hvammstangi liegt.
Über die Reykjabraut  und weitere Nebenstraßen kann man die Strecke in den Norden etwas verkürzen, muss dann aber nichtasphalterte Straßen fahren.
In Blönduós zweigt die Svínvetningabraut  nach Süden ab und führt weiter auf den Kjalvegur .
Die Blanda wird im Hochland für das Blanda-Kraftwerk aufgestaut.
Nach dem Fluss zweigt der Þverárfjallsvegur  nach Norden ab.
Er führt nach Sauðárkrókur mit einem Abzweig nach Skagaströnd.
Nachdem der Norðurlandsvegur den Vatnsskarð mit einer Höhe von 420 m überquert hat erreicht er den Ort Varmahlíð.
Hier führt die Sauðárkróksbraut  zur Küste und die Ringstraße überbrückt die Héraðsvötn.
Der Siglufjarðarvegur  führt durch den Tunnel Strákagöng, der seit 1967 in Betrieb ist.
Auf der Hochebene Öxnadalsheiði erreicht der Norðurlandsvegur mit 520 m. seine größte Höhe.
Im Eyjafjörður zwigt der Ólafsfjarðarvegur  nach Norden und der Hringvegur Richtung Akureyri.
In der Hauptstadt des Nordens führt die Eyjafjarðarbraut vestri  über die Eyjafjarðarleið  bis zur Sprengisandsleið .
Hinter Akureyri überquert die Straße den innersten Teil des Eyjafjörðurs auf einem Damm.
Nur der Abfluss der Eyjafjarðará ist überbrückt.
Seit 2019 verläuft der Norðurlandsvegur durch den 7206 m langen, mautpflichtigen Vaðlaheiðargöng.
Die frühere Strecke über das 325 m hohen Víkurskarð war nicht wintersicher und 16 km länger.
Der Norðausturvegur  verläuft auf einer Strecke von 313 km dichter an der Küste.
Der Bárðardalsvegur vestri  reicht bis an die Sprengisandsleið .
Nur einen Kilometer weiter liegt der Goðafoss dicht neben der Straße.
Die Brücke über das Skjálfandafljót gibt es seit 1972 mit einer Fahrbahnbreite von 4,03 m.
Um den Mývatn führt die Ringstraße im Nordwesten und trifft dann auf den Kísilvegur , der nach Húsavík führt.
Im Ort Reykjahlíð mündet wieder der Mývatnssveitarvegur  ein.
Er reicht um den Südwesten des Sees und war eine Zeit lang Teil der Ringstraße.
Über den Pass Námaskarð erreicht men im Süden das Hochtemperaturgebiet Hverarönd.
Nach Norden erreicht man das Krafla-Kraftwerk, das Leirhnjúkur-Gebiet und das Víti der Krafla.
Im Ödland Mývatnsöræfi zweigt der Dettifossvegur  nach Norden ab.
Von der Westseite hat man den besseren Blick auf den Dettifoss, Europas größten Wasserfall.
Die Piste Öskjuleið  ist nur mit geländegängigen Fahrzeugen befahrbar.
Zum Weg in die Asja sind mehrere Flüsse zu furten.
Die Brücke über die Jökulsá á Fjöllum ist 102 m lang, wurde 1947 in Betrieb genommen und weist nur eine Fahrspur auf.

Die Siedlung Grímsstaðir stellt den Übergang des Norðurlandsvegurs zum Austurlandsvegur dar.
Er liegt jetzt am Hólsfallavegur , der nach Norden zum Norðausturvegur  führt.
Von ihm aus gelangt man an die Ostseite des Dettifoss.
Diese Beschreibung ist ausführlicher als bei dem Artikel Ringstraße. 
Er führt neben den 2- und 3-stelligen Straßen auch Städte und Flüsse mit eigenem Artikel auf.

Das Brückenverzeichnis zählt für diesen Straßenabschnitt 49 Brücken auf.
Nur die wichtigsten sind hier aufgeführt, darunter sind noch einspurige Brücken und ein Fußgängertunnel.

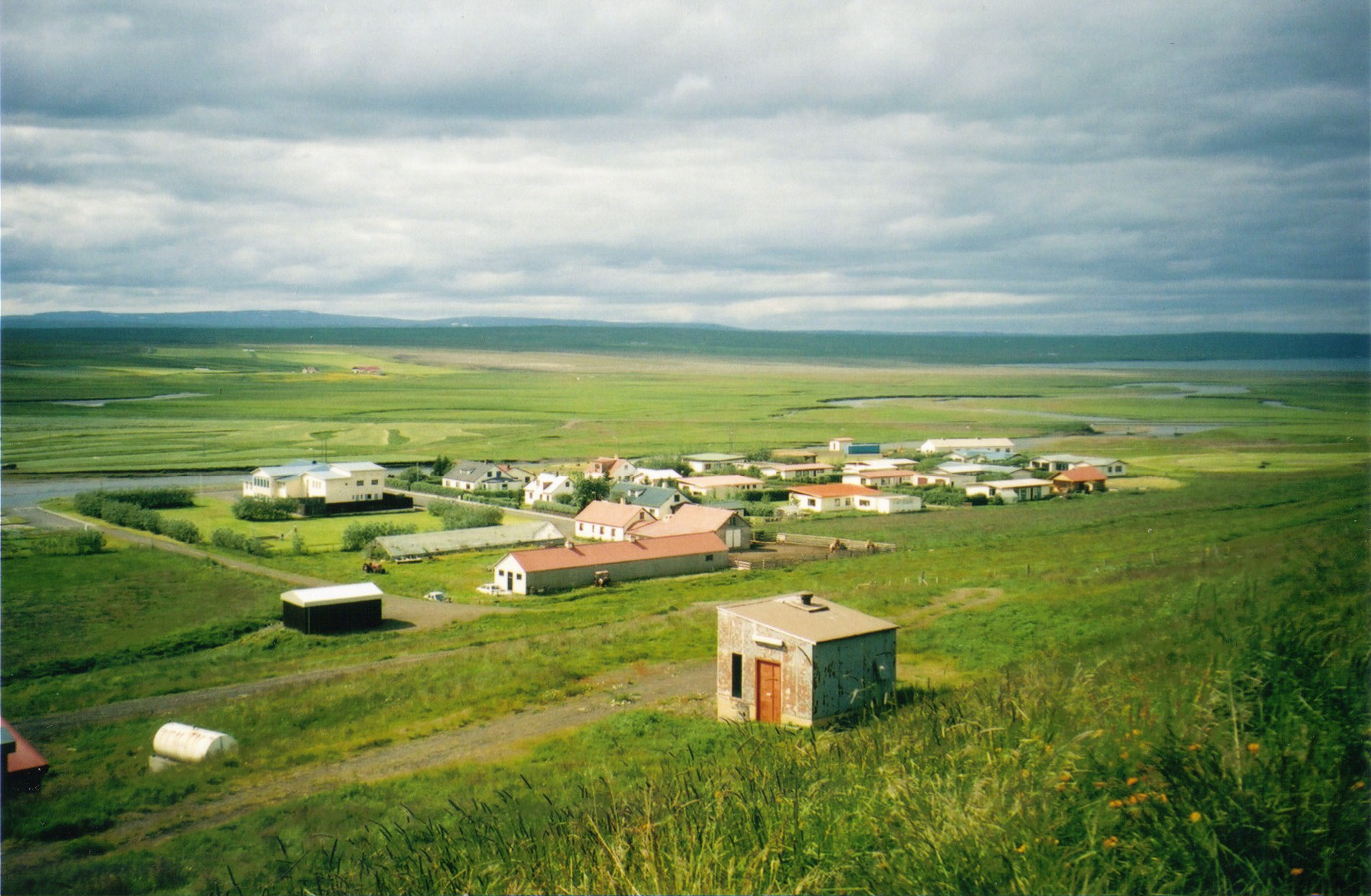
Laugarbakki und Miðfjörður
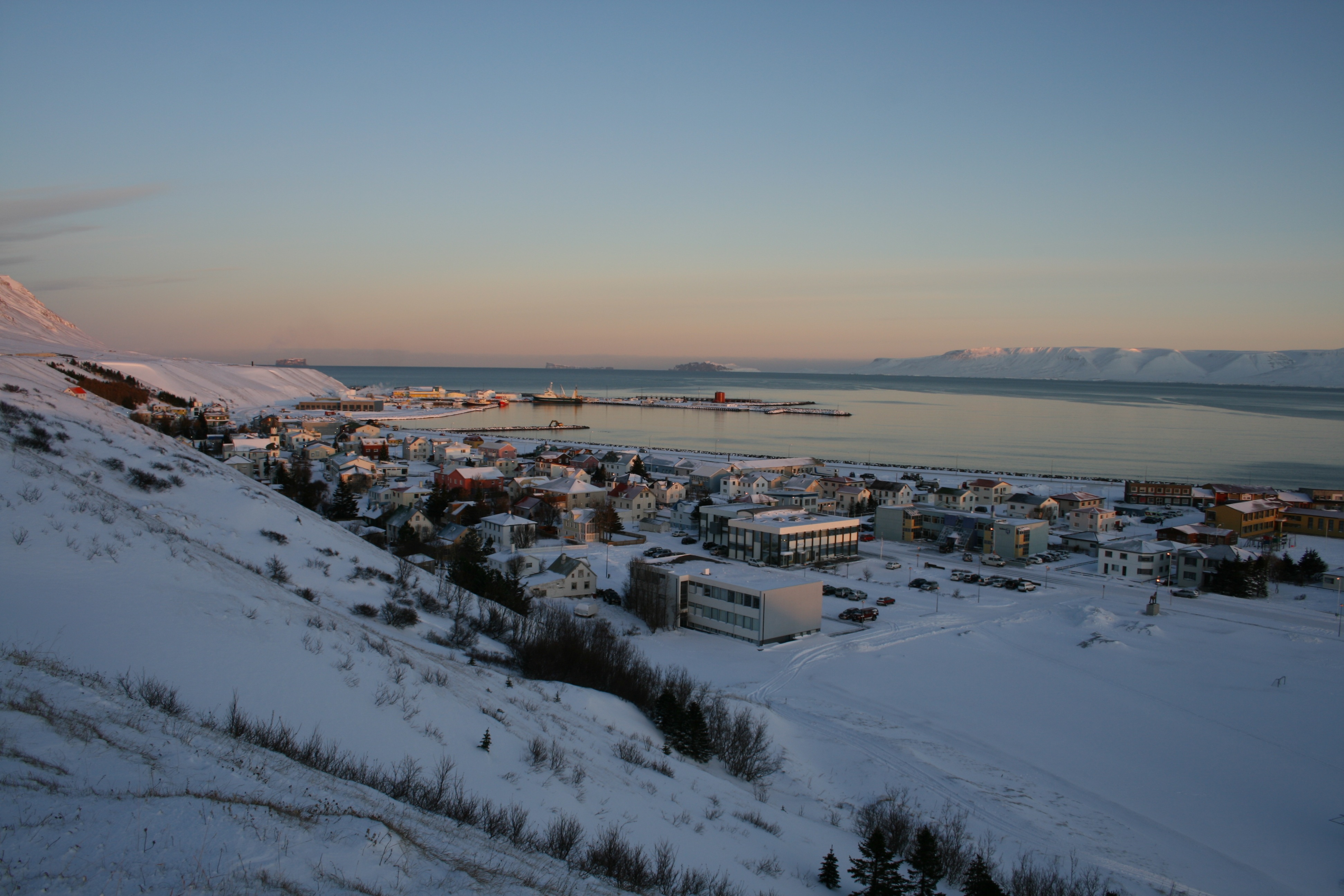
Sauðárkrókur
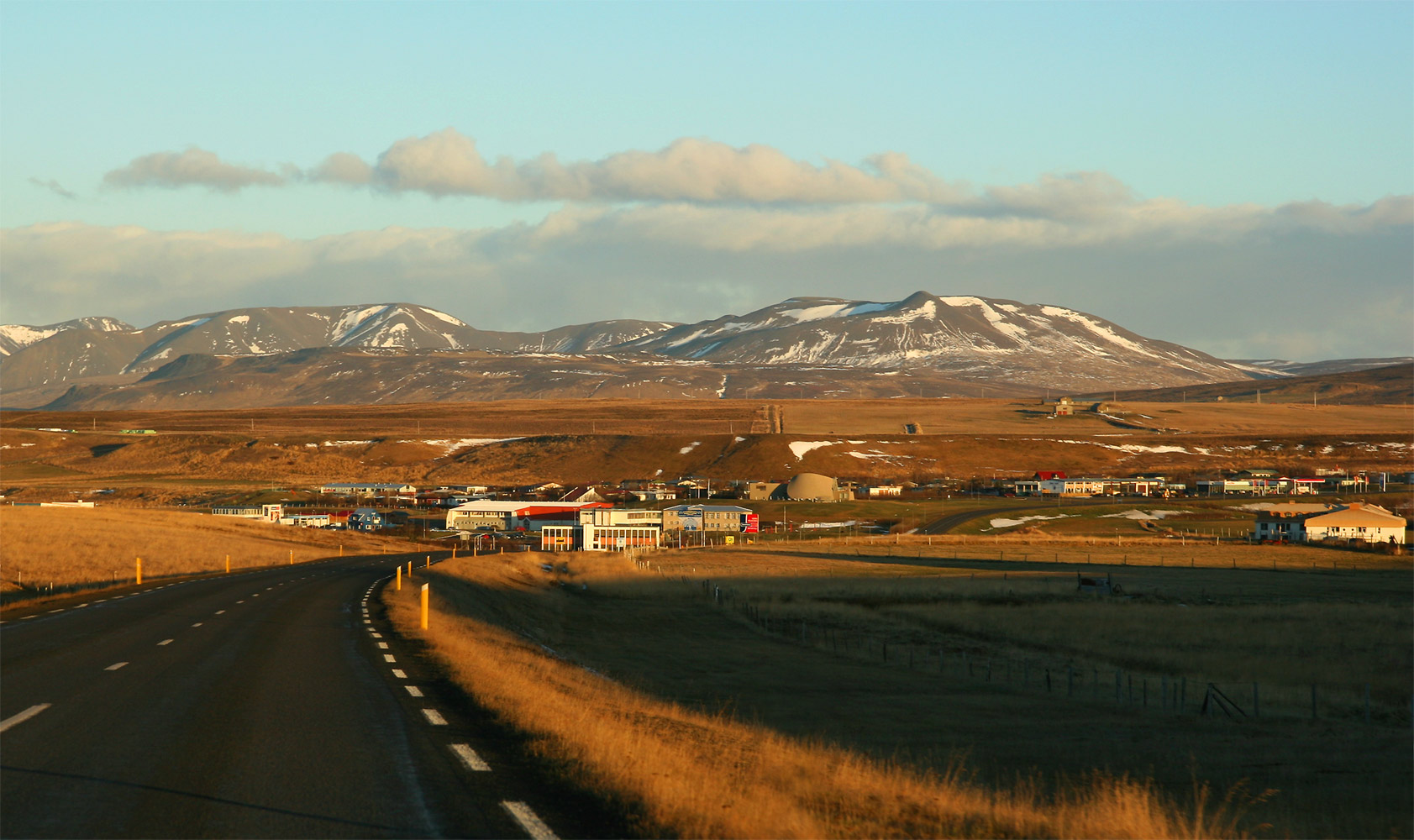
Blönduós mit den Hörfell und Árbakkafjall im Hintergrund
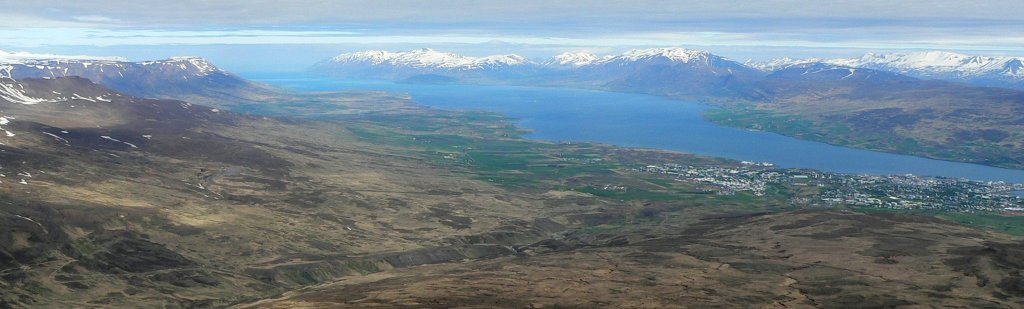
Eyjafjörður, rechts Akureyri